# Хенрик II од Брабанта
Хенрик II од Брабанта (1207 — 1. фебруар 1248) је био војвода од Брабанта и Лотјеа након смрти његовог оца Хенрика I 1235. Његова мајка је била Матилда од Булоње. 
Хенрик II је подржао сина своје сестре Матилде, Вилијама II од Холандије, у његовом настојању да буде изабран за краља Немачке.
Његов први брак био је са Маријом Хоенштауфен (3. април 1207–1235, Лувен), ћерком краља Филипа Швапског и краљице Ирине Анђел. Имали су шесторо деце: 
1. Хенрик III, војвода од Брабанта (ум. 1261)[2]
2. Филип, умро млад[2]
3. Матилда од Брабанта (1224 – 29. септембар 1288),[2] удавала се два пута:
  1. Роберт I од Артоа, 14. јуна 1237, у Компјењу[3]
  2. пре 31. маја 1254. Гиј II од Шатијона, гроф Сеинт Пола.
4. Беатрикс (1225 – 11. новембар 1288), удавала се два пута:
  1. у Кројцбург 10. марта 1241, Хајнрих Расп, ландгроф од Тирингије;[4]
  2. у Левен новембра 1247. Виљем III од Дампијера, гроф од Фландрије (1224 – 6. јун 1251).
5. Марија од Брабанта (око 1226 – 18. јануар 1256, Донауворт),[2] удала се за Лудвига II, војводу од Горње Баварске. Муж јој је одрубио главу због сумње у неверство.
6. Маргарета (ум. 14. марта 1277), игуманија опатије Валдук (Хертогендал).

Његов други брак био је са Софијом од Тирингије (20. март 1224 – 29. мај 1275), ћерком Лудвига IV од Тирингије и свете Јелисавете Угарске, имали су двоје деце:
1. Хенрик (1244–1308), за њега је формирана посебна титула и територија - Ландгроф од Хесена 1264. године.[7]
2. Елизабета (1243 — 9. октобар 1261), удата за Алберта I, војводу од Брунсвик-Лунебурга

Војвода Хенрик II је умро у Левену, стар око 40 година.